# 9 agosto
Il 9 agosto è il 221º giorno del calendario gregoriano (il 222º negli anni bisestili). Mancano 144 giorni alla fine dell'anno.

## Eventi
- 48 a.C. – Guerra civile romana, battaglia di Farsalo: Giulio Cesare infligge una sconfitta decisiva a Pompeo, che fuggirà poi in Egitto
- 378 – Battaglia di Adrianopoli: un contingente militare composto da 40000 effettivi fra fanteria e cavalleria, guidato dall'imperatore Valente, viene sconfitto dai Visigoti nell'odierna Turchia (ai tempi Tracia); Valente perirà quello stesso giorno insieme a tre quarti degli uomini che aveva condotto in battaglia
- 1173 – A Pisa iniziano i lavori di costruzione della Torre di Pisa; secondo il calendario pisano, che iniziava il 25 marzo, correva l'anno 1174
- 1339 – Giovanni I di Boemia concede lo stemma dell'aquila fiammeggiante rappresentata sullo scudo di San Venceslao (patrono di Boemia) a Nicolò da Bruna, principe vescovo di Trento, per riunire il piccolo esercito del Principato di Trento sotto un unico emblema
- 1382 – Trieste chiede la protezione del duca d'Austria: è l'inizio di un legame plurisecolare
- 1564 – Viene emesso da Carlo IX di Valois l'Editto di Roussillon, con il quale si stabilisce che l'anno debba iniziare in Francia il 1º gennaio; tale decisione verrà però attuata di fatto solo tre anni dopo
- 1842
  - Firma del Trattato Webster-Ashburton, che delinea il confine tra Stati Uniti d'America e Canada a est delle Montagne Rocciose
  - Un gruppo di otto persone guidate dal parroco di Alagna Valsesia Giovanni Gnifetti raggiunge per la prima volta la Signal Kuppe, oggi punta Gnifetti, a 4559 metri sul Monte Rosa
- 1848 – Viene firmato l'Amistizio di Salasco, a Vigevano, che pone termine alla prima fase della Prima guerra d'indipendenza italiana
- 1862 – Guerra di secessione americana, battaglia di Cedar Mountain: a Cedar Mountain (Virginia) il generale confederato Thomas Jonathan Jackson ottiene una risicata vittoria sulle forze unioniste guidate dal generale John Pope
- 1866 – Terza guerra d'indipendenza italiana: il generale Giuseppe Garibaldi invia il telegramma dell'«Obbedisco»
- 1877 – Guerre indiane, battaglia di Big Hole: nei pressi del fiume Big Hole in Montana, una piccola banda di indiani Nasi Forati, che aveva rifiutato gli ordini del governo di spostarsi in una riserva, si scontra con l'esercito statunitense; l'esercito perde 29 soldati, gli indiani perdono 89 uomini
- 1892 – Thomas Edison ottiene il brevetto per il telegrafo bidirezionale
- 1902 – Edoardo VII viene incoronato re del Regno Unito
- 1916 – Presa di Gorizia da parte del Regio Esercito italiano
- 1918 – 11 Ansaldo S.V.A. dell'87ª squadriglia aeroplani Serenissima di Gabriele D'Annunzio lanciano manifesti sulla capitale dell'Impero austro-ungarico, impresa che passerà alla storia come volo su Vienna
- 1930 – Betty Boop debutta nel cartone animato Dizzy Dishes
- 1931 – In Germania il plebiscito sullo scioglimento del Landtag prussiano, a cui aderiscono tra gli altri i nazisti e i comunisti, fallisce a causa del mancato raggiungimento del quorum
- 1942:
  - Mohandas Gandhi viene arrestato a Bombay dalle forze britanniche
  - Edith Stein viene uccisa ad Auschwitz
- 1945 – Seconda guerra mondiale, bombardamento atomico di Nagasaki: una bomba atomica, chiamata in codice Fat Man, viene sganciata dal B-29 statunitense BOCKSCAR sulla città di Nagasaki, in Giappone, alle 11:02 di mattina (ora locale); esplose a un'altitudine di 469 metri con una potenza pari a 22000 tonnellate di TNT uccidendo all'istante 40000 persone, ferendone fra le 25000 e le 60000, e causando la morte di altre 40000 persone per via delle malattie causate dal fallout nucleare e delle radiazioni
- 1965:
  - Un incendio nella base dei Titan, nei pressi di Little Rock (Arkansas), uccide 53 operai
  - Singapore proclama la sua indipendenza dalla Federazione Malese
- 1967 – Guerra del Vietnam, inizio dell'Operazione Cochise: i marine statunitensi iniziano una nuova operazione nella Valle di Que Son
- 1969 – Membri di una setta satanista capeggiata da Charles Manson uccidono cinque persone, tra cui Abigail Folger, Jay Sebring e Sharon Tate
- 1973 – Viene lanciata la quattordicesima sonda verso Marte nell'ambito della missione russa Mars 7: la sonda raggiungerà il pianeta il 9 marzo 1974 e invierà alla Terra alcuni dati
- 1974 – Richard Nixon, 37º presidente degli Stati Uniti d'America, si dimette dall'incarico; è la prima volta che un presidente presenta le dimissioni, con le quali vuole evitare di essere destituito tramite impeachment, per il ruolo svolto nello Scandalo Watergate, il suo vice Gerald Ford presterà giuramento e diventerà il 38º presidente
- 1975 – Il compositore russo Dmitrij Šostakovič muore a Mosca pochi giorni dopo aver completato la sua Sonata per viola, i cui tre movimenti si concludono con l'agogica «morendo»[1]
- 1986 – I Queen realizzano a Knebworth il loro ultimo concerto con il frontman Freddie Mercury, ancora in vita durante il loro Magic Tour, per promuovere l'album A Kind of Magic
- 1991 – Il Sostituto procuratore della Corte suprema di cassazione Antonino Scopelliti viene ucciso da un commando della 'ndrangheta mentre alla guida della sua BMW torna a casa a Campo Calabro; di lì a poco avrebbe sostenuto l'accusa al Maxiprocesso di Palermo contro Cosa nostra
- 1993 – Re Alberto II del Belgio presta giuramento nove giorni dopo la morte di suo fratello, Baldovino
- 1999 – Il presidente russo Boris Yeltsin licenzia il suo primo ministro, Sergei Stepashin, e per la quarta volta licenzia l'intero gabinetto
- 2001 – Il presidente statunitense George W. Bush annuncia il suo appoggio al sovvenzionamento federale della ricerca limitata sulle cellule staminali
- 2006 – Dopo l'approvazione con un referendum, entra definitivamente in vigore lo Statuto della Catalogna, in Spagna, che amplia notevolmente l'autonomia della regione
- 2008 – I caccia russi bombardano le città georgiane di Tbilisi, Gori e Poti, in risposta all'offensiva della Georgia contro l'Ossezia del Sud

## Nati
Ci sono circa 1 040 voci su persone nate il 9 agosto; vedi la pagina Nati il 9 agosto per un elenco descrittivo o la categoria Nati il 9 agosto per un indice alfabetico.

## Morti
Ci sono circa 490 voci su persone morte il 9 agosto; vedi la pagina Morti il 9 agosto per un elenco descrittivo o la categoria Morti il 9 agosto per un indice alfabetico.

## Feste e ricorrenze

### Civili
Nazionali:
- Singapore: Festa nazionale
- Sudafrica: Giornata nazionale della donna

### Religiose
Cristianesimo:
- Vigilia di San Lorenzo (messa tridentina)
- Santa Teresa Benedetta della Croce (Edith Stein), martire, compatrona d'Europa
- Sant'Ambrogio di Sarapul, vescovo e martire (Chiesa ortodossa russa)
- Santa Juana Josefa Cipitria y Barriola (Candida Maria di Gesù), fondatrice delle Figlie di Gesù
- San Falco di Palena, eremita
- San Fedlimino di Kilmore, vescovo
- Santi Fermo e Rustico, martiri
- Santa Marianna Cope, religiosa
- Santi Martiri di Costantinopoli
- San Maurilio da Rouen, vescovo
- San Nateo, vescovo e abate
- San Nicola di Stilo, monaco
- San Romano di Roma, martire
- Santi delle Solovki (Chiese di rito orientale)
- Santi Secondiano, Marcelliano e Veriano, martiri
- Beato Antonio Mateo Salamero, sacerdote e martire
- Beato Claudio Richard, martire
- Beato Faustino Oteiza Segura, sacerdote scolopio, martire
- Beato Fiorentino Felipe Naya, religioso scolopio, martire
- Beato Florentino Asensio Barroso, vescovo e martire
- Beato Franz Jägerstätter, laico, martire
- Beato Germano da Carcagente (José Maria Garrigues Hernandez), sacerdote e martire
- Beato Giovanni della Verna (o da Fermo), francescano
- Beato Giovanni Guarna da Salerno, domenicano
- Beato Giuseppe Maria Celaya Badiola, coadiutore salesiano, martire
- Beato Guglielmo Plaza Hernandez, sacerdote e martire
- Beati Michal Tomaszek e Zbigniew Strzalkowski, sacerdoti francescani, martiri
- Beato Narciso Sitjà Basté, sacerdote e martire
- Beato Riccardo Bere, sacerdote certosino, martire
- Beati Ruben di Gesù Lopez Aguilar e sei compagni, religiosi e martiri

Religione romana antica e moderna:
- Natale del Sole Indigete